# Dipterocarpus dyeri
Dipterocarpus dyeri är en tvåhjärtbladig växtart som beskrevs av Jean Baptiste Louis Pierre. Dipterocarpus dyeri ingår i släktet Dipterocarpus och familjen Dipterocarpaceae. Inga underarter finns listade i Catalogue of Life.